# Drapeau de la République fédérale d'Amérique centrale
Le drapeau des Provinces-Unies d'Amérique centrale (en espagnol : Provincias Unidas del Centro de América), renommées en 1825 en République fédérale d'Amérique centrale, était composé de trois bandes horizontales cyan, blanche, et cyan, orné en son centre des armoiries du pays.
Il est inspiré du drapeau des Provinces-Unies du Río de la Plata, puisque le leader indépendantiste centraméricain Manuel José Arce y Fagoaga, en signe de gratitude, pris les couleurs et la forme du drapeau que la frégate La Argentina transportait à son bord, sous le commandement du corsaire franco-argentin Hippolyte Bouchard.
Le Salvador le conservera jusqu'en 1841.

Drapeau des Provinces-Unies d'Amérique centrale (1823-1824).
Drapeau de la République fédérale d'Amérique centrale (1825-1839).

## Drapeaux des entités suivantes

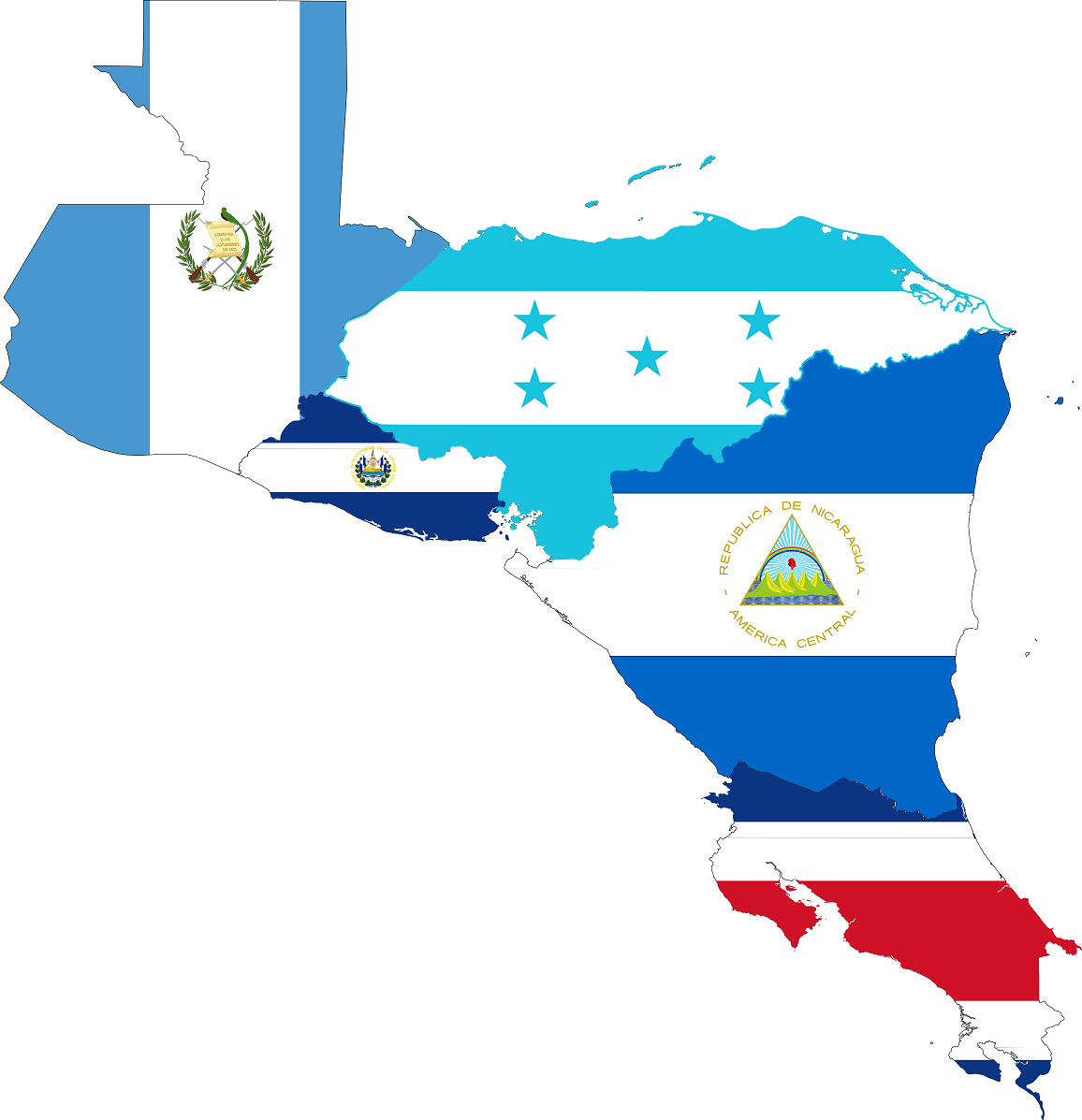
Carte des pays successeurs avec leurs drapeaux actuels

Drapeau du Costa Rica (1838-1840).
Drapeau du Guatemala (1838-1843).
Drapeau du Honduras.
Drapeau du Nicaragua.
Drapeau du Salvador.